# Дэвис, Агнес
Агнес Дэвис (англ. Agnes Davis; 11 мая 1902, Колорадо-Спрингс — 10 октября 1967) — американская певица (сопрано).
Окончила учительский колледж в городке Грили, затем работала в Денвере учительницей физкультуры в школе. Затем Дэвис начала учиться пению, пела в ресторанах и церквях, а в 1927 году выиграла региональный певческий конкурс, благодаря которому затем смогла поступить в Кёртисовский институт музыки, который и закончила в 1934 году.
В последующие 15 лет Дэвис активно концертировала. В 1935 году она пела в Лондоне перед королевской четой, в 1937 году дебютировала на сцене Метрополитен Опера в партии Эльзы («Лоэнгрин» Вагнера), в 1941 году исполнила партию Роксаны в премьере второй редакции оперы Вальтера Дамроша «Сирано де Бержерак». В дискографии Дэвис — участие в известной записи Девятой симфонии Бетховена (1934, Филадельфийский оркестр под управлением Леопольда Стоковского).
С 1950 года преподавала в Школе музыки Индианского университета, с 1963 года профессор.